# Riu Kelkit
Riu Kelkit (turc: Kelkit Irmağı o Kelkit Çayı) és un riu de la Regió de la Mar Negra. Es tracta de l'afluent més llarg del Yeşilırmak. El seu nom antic fou Licos del Pont.